# Копейкин, Вадим Николаевич
Вадим Николаевич Копейкин (1929—1998) — советский и российский учёный-стоматолог, главный стоматолог Министерства здравоохранения РСФСР (1977—1995), декан факультета усовершенствования врачей Московского медицинского стоматологического института имени Н. А. Семашко (1969—1974). Заслуженный врач РСФСР, Заслуженный деятель науки Российской Федерации, член-корреспондент РАМН, доктор медицинских наук.
Исследователь способов диагностики и лечения основных заболеваний зубочелюстной системы, а также биологического материаловедения. Автор диагностических методик, методов шинирования при пародонтите, непосредственного шинирования несъёмными и съёмными шинами, один из разработчиков методик и аппаратуры для цельнолитых конструкций, стоматологических сплавов металлов и ситаллов, автор сосудисто-биохимической гипотезы развития дистрофического процесса в пародонте. Им впервые в СССР разработаны методы физического и математического моделирования, тензометрические методики, вариант реопародонтографии.

## Биография
Родился 17 марта 1929 года в Москве в семье стоматолога. С детства хотел стать, как и отец, стоматологом.
В 1947 году поступил в Московский медицинский стоматологический институт имени Н. А. Семашко (ММСИ, ныне Московский государственный медико-стоматологический университет), который окончил в 1951 году и был направлен в клиническую ординатуру на кафедру ортопедической стоматологии, которую возглавлял профессор В. Ю. Курляндский. На протяжении многих лет работал в команде единомышленников, в которую входили врачи и учёные-стоматолог: Б. Р. Вайнштейн, Л. Е. Шаргородский, З. Ф. Лебеденко, З. П. Липсман, Я. Б. Ковалёва и другие. С 1954 года — ассистент, с 1966 — доцентом, а с 1977 по 1997 год — заведующим кафедрой госпитальной ортопедической стоматологии ММСИ.
Сумев разглядеть в новом ассистенте кафедры способного и трудолюбивого специалиста, профессор В. Ю. Курляндский предложил В. Н. Копейкину тему диссертации: «Клинико-экспериментальное изучение пластмассы „Карбодент“ для зубных протезов». По воспоминания сотрудника кафедры зубного техника З. П. Гуськова, «всю техническую работу Вадим Николаевич выполнял самостоятельно. Он изобрёл свой рецепт пластмассы и трудился чуть ли не круглосуточно. Очень уважительно относился к зубным техникам, считал нас помощниками.» Успешно защитив кандидатскую диссертацию в 1963 году, В. Н. Копейкин продолжил работать в институте.
Среди пациентов В. Н. Копейкина было много в то время знаменитых людей: актёры М. А. Ульянов, А. И. Райкин, поэт А. А. Вознесенский, композитор М. Л. Таривердиев, политики и общественные деятели — председатель Госплана СССР Н. К. Байбаков, министр иностранных дел СССР А. А. Громыко.
В 1967 году избран проректором ММСИ по научной работе. В 1968 году стал деканом первого в СССР факультета специализации и усовершенствования врачей. По воспоминаниям доцента Е. С. Ирошниковой, «огромная роль в открытии факультета усовершенствования врачей, несомненно, принадлежала В. Н. Копейкину. Он сумел обосновать в Министерстве здравоохранения целесообразность переквалификации врачей-стоматологов именно на базе ММСИ, в котором работали высококвалифицированные преподаватели… По настоянию В. Н. Копейкина в институтском общежитии были выделены места для иногородних врачей. И в этом, на первый взгляд незначительном, эпизоде проявилась основная черта характера Вадима Николаевича Копейкина — забота о людях и любовь к ним.»
Под его руководством защищены 8 докторских и 30 кандидатских диссертаций. Помимо научной и методической работы, В. Н. Копейкин много времени уделял преподавательской деятельности. Так, в январе 1969 года он вместе с другими стоматологами ММСИ проводил практические занятия на первых в СССР трёхмесячных циклах по переквалификации врачей на специальности по терапевтической, хирургической и ортопедической стоматологии. Ежегодно на факультете совершенствовались от 700 до 1000 врачей-стоматологов.
В. Н. Копейкин считал, что врач-стоматолог в течение всей профессиональной деятельности должен постоянно повышать квалификацию, поскольку это необходимо для улучшения качества оказания стоматологической помощи населению. При его непосредственном участии в 1970—1980 годы в ряде других медицинских институтов были также открыты факультеты усовершенствования врачей.
С 1974 года, оставив должность декана, В. Н. Копейкин начал работу над докторской диссертацией по ортопедическим методам лечения больных пародонтозом, которую защитил в 1980 году.
После смерти профессора В. Ю. Курляндского в 1977 году, возглавил кафедру госпитальной ортопедической стоматологии. Ученик В. Ю. Курляндского, Вадим Николаевич Копейкин руководил кафедрой до последних дней своей жизни.
В 1977 году он был также избран на пост главного стоматолога Министерства здравоохранения РСФСР, в качестве которого он прослужил вплоть до 1995 года. Одновременно он являлся консультантом 4-го Главного управления Министерства здравоохранения СССР.
С 1981 года — профессор, в 1990 году назначен руководителем РосНУПО «Стоматология». В 1990-х годах для освоения и внедрения новых методов диагностики и лечения совместно с немецкими учёными-стоматологами В. Н. Копейкин создал учебный центр «ИВОСТОМ», в котором обучались врачи-стоматологи и зубные техники.
По воспоминаниям начальника управления кадров Министерства здравоохранения России В. А. Лимарева, благодаря предложениям В. Н. Копейкина, «в России были организованы стоматологические отделения и кабинеты во всех ЦРБ и в 93 % участковых больниц. В Ростовской, Воронежской, Тульской областях, Краснодарском крае, в ряде территорий Сибири удалось создать стоматологические отделения, в составе которых функционировали постоянно действующие передвижные стоматологические кабинеты… начал активно внедряться участковый метод обслуживания. Были созданы централизованные зуботехнические лаборатории, получила развитие стационарная стоматологическая помощь. Около 65 % всего коечного фонда сконцентрировалось в самостоятельных стоматологических отделениях, 35 % коек входило в состав хирургических отделений. Удалось, хотя и не в полной мере, повысить доступность стоматологических услуг.»
Умер в 1998 году в Москве. Похоронен на Пятницком кладбище.

## Труды
Автор 196 научных работ, в том числе двух монографий, нескольких учебников для стоматологических вузов и медицинских училищ. Его учебник
«Зубопротезная техника» выдержал 5 изданий и дважды переведён на узбекский и литовский языки. Автор ряда статей в Большой медицинской энциклопедии и Энциклопедическом словаре медицинских терминов. Имеет 26 патентов на изобретения.
Некоторые монографии и учебники:
- В. Н. Копейкин. Клинико-экспериментальное изучение пластмассы «Карбодент» для зубных протезов: автореферат диссертации кандидата медицинских наук. М.: Московский медицинский стоматологический институт, 1963. — 16 с. — 200 экз.
- В. Н. Копейкин. Ортопедическое лечение заболеваний пародонта. — М.: Медицина, 1977. — 175 с. — (Библиотека практического врача. Важнейшие вопросы стоматологии)
- В. Н. Копейкин, Л. М. Демнер. Зубопротезная техника: учебник для зуботехнических отделений медицинских училищ. — М.: Медицина, 1985. — 400 с. — (Учебная литература. Для учащихся медицинских училищ).
- В. Н. Копейкин. Ошибки в ортопедической стоматологии. — М.: Медицина, 1986. — 176 с. — (Библиотека практического врача. Важнейшие вопросы стоматологии)
- В. Н. Копейкин и др. Руководство по ортопедической стоматологии / под ред. В. Н. Копейкина. — М.: Медицина, 1993. — 495 с. — 40000 экз. — ISBN 5-225-01073-3
- В. Н. Копейкин, М. З. Миргазизов, А. Ю. Малый. Ошибки в ортопедической стоматологии: профессиональные и медико-правовые аспекты. — 2-е изд., перераб. и доп. — М.: Медицина, 2002. — 240 с. — 5000 экз. — ISBN 5-225-04701-7

## Награды и звания
Советские государственные награды и звания:
- орден Знак Почёта
- Заслуженный врач РСФСР («за большой вклад в развитие стоматологической службы, совершенствование лечебно-диагностической помощи населению и подготовку специалистов»)
- серебряная и две бронзовые медали ВДНХ

Государственные награды и звания Российской Федерации:
- Заслуженный деятель науки Российской Федерации (1991)

Член-корреспондент Российской Академии медицинских наук.

## Семья, личная жизнь
Отец — Николай Копейкин, участник Великой Отечественной войны, врач-стоматолог.
Увлекался рыбалкой.

## Память

Мемориальная доска на здании стоматологического комплекса МГМСУ, улица Вучетича, 9а, Москва, Россия.

По инициативе руководства Московского государственного медико-стоматологического университета в память о профессоре В. Н. Копейкине утверждены именные стипендии, в здании стоматологического комплекса установлена мемориальная доска. С 2000 года по решению Министерства здравоохранения РФ каждые два года проводится международная конференция «Копейкинские чтения», посвящённая актуальным вопросам стоматологии.

## Оценки и мнения
Российский врач-стоматолог, Заслуженный деятель науки РФ, профессор А. И. Дойников, который знал Вадима Николаевича лично, когда он был ещё студентом, потом учился в ординатуре и аспирантуре, а позже был его коллегой на протяжении многих лет, отмечал, что «он был замечательным учёным и преподавателем…. человеком чрезвычайно собранным и очень целеустремлённым в освоении специальности, познании науки.»
По воспоминаниям доцента кафедры госпитальной ортопедической стоматологии Е. С. Левиной, «по отношению к врачу-куратору он был корректен, не „давил“ своим авторитетом, умел аргументированно обосновать те или иные рекомендации. Несмотря на занятость, В. Н. Копейкин никогда не отказывался помочь врачам.»